# Fimbristylis fuchsiana
Fimbristylis fuchsiana är en halvgräsart som beskrevs av Ethirajalu Govindarajalu. Fimbristylis fuchsiana ingår i släktet Fimbristylis och familjen halvgräs. Inga underarter finns listade i Catalogue of Life.